# Christopher Fitzgerald
Christopher Cantwell Fitzgerald (Bryn Mawr, 26 novembre 1972) è un attore statunitense, noto soprattutto come interprete di musical a Broadway.

## Biografia
Figlio di James W. Fitzgerald Jr. e Victoria D. Field, Christopher ha fatto il debutto sulle scene all'età di otto anni nella produzione dei Portland Players del musical Oliver!. Successivamente, studiò musica, teatro e recitazione al Rollins College e all'American Conservatory Theater di San Francisco. Nel 1998 Fitzgerald fece il suo debutto teatrale newyorchese nella controversa commedia di Terrence McNally Corpus Christi, in scena nell'Off Broadway, e nello stesso anno recitò anche nella prima statunitense della pièce di Martin McDonagh Lo storpio di Inishmaan, sempre nell'Off Broadway. Nel 2000 prese parte al cast del musical di Stephen Sondheim Saturday Night e per la sua interpretazione del ruolo di Bobby fu candidato al Drama Desk Award al miglior attore non protagonista in un musical. Il debutto a Broadway avvenne due anni più tardi con il musical di Michel Legrand Amour, per cui ricevette una seconda candidatura al Drama Desk Award per il migliore attore non protagonista in un musical. Nel 2003 invece recitò accanto ad Idina Menzel, Kristin Chenoweth e Joel Grey nella produzione originale di Broadway di Wicked, nel ruolo di Boq; lo show si rivelò un enorme successo di pubblico e Fitzgerald rimase nel cast fino al gennaio del 2005.
Nel 2007 tornò a Broadway con l'adattamento teatrale di Frankenstein Junior di Mel Brooks e per la sua acclamata interpretazione nel ruolo di Igor Fitzgerald fu candidato al Drama Desk Award, all'Outer Critics Circle Award e al Tony Award al miglior attore non protagonista in un musical. Il successo di Frankenstein Junior portò Fitzgerald ad essere scelto per un revival del musical Finian's Rainbow, in scena al St James Theatre di Broadway dal 2009 al 2010; per la sua performance nella parte di Og ha vinto il Drama Desk Award al miglior attore non protagonista in un musical, oltre ad essere candidato nuovamente al Tony Award e all'Outer Critics Circle Award nella stessa categoria. Nel 2010 recitò accanto ad Al Pacino nel revival di Broadway de Il mercante di Venezia, mentre tre anni dopo tornò a recitare in un musical a Broadway con Chicago, in cui interpretò il ruolo di Amos dall'ottobre 2013 al giugno 2014 e quello di Billy dall'agosto all'ottobre 2014. Nel 2015 interpretò Pseudolus - un ruolo già ricoperto nel 2010 a Williamstown - nel musical di Sondheim A Funny Thing Happened on the Way to the Forum nel New Jersey, mentre nel 2016 tornò a Broadway con il musical di Sara Bareilles Waitress. In Waitress, Fitzgerald interpretava Ogie, un ruolo che gli valse nuove nomination al Tony Award, Drama Desk Award ed Outer Critics Circle Award. Nel 2020 è nuovamente a Broadway con un revival di Company con Katrina Lenk e Patti LuPone.
È sposato con Jessica Stone dal 2003.

## Filmografia

### Cinema
- 1 km da Wall Street (Boiler Room), regia di Ben Younger (2000)
- Personal Velocity - Il momento giusto (Personal Velocity), regia di Rebecca Miller (2002)
- Dedication, regia di Justin Theroux (2007)
- Revolutionary Road, regia di Sam Mendes (2008)
- Imogene - Le disavventure di una newyorkese (Girl Most Likely), regia di Shari Springer Berman e Robert Pulcini (2012)
- Larry Gaye: Renegade Male Flight Attendant, regia di Sam Friedlander (2015)
- Let Them All Talk, regia di Steven Soderbergh (2020)

### Televisione
- Twins - serie TV, 9 episodi (2005-2006)
- David Letterman Show - talk show, 1 episodio (2007)
- Next Caller - serie TV, 1 episodio (2012)
- The Good Fight - serie TV, 1 episodio (2014)
- And, We're Out of Time - film TV (2014)
- Elementary - serie TV, 1 episodio (2014)
- Almost There - serie TV, 1 episodio (2015)
- Godless - serie TV, 2 episodi (2017)
- Happy! - serie TV, 14 episodi (2017-2019)
- La fantastica signora Maisel - serie TV, 3 episodi (2018-2022)

## Doppiatori italiani
Nelle versioni in italiano delle opere in cui ha recitato, Christopher Fitzgerald è stato doppiato da:
- Gianluca Crisafi in Imogene - Le disavventure di una newyorkese
- Oreste Baldini in Godless
- Matteo De Martino in Happy!
- Massimiliano Plinio ne La fantastica signora Maisel (ep. 2x02, 2x10)
- Gabriele Vender ne La fantastica signora Maisel (ep. 4x02)